# Cragos
Le mont Cragos, en grec Κράγος, est une montagne de Lycie, dans le Sud-Ouest de l'Anatolie, très près de la mer, entre Patara et Telmessos. 
Cette montagne fut primitivement un volcan. Le mont Cragos passe pour avoir été habité par la Chimère.

## Source
Cet article comprend des extraits du Dictionnaire Bouillet. Il est possible de supprimer cette indication, si le texte reflète le savoir actuel sur ce thème, si les sources sont citées, s'il satisfait aux exigences linguistiques actuelles et s'il ne contient pas de propos qui vont à l'encontre des règles de neutralité de Wikipédia.